# Bartolomeo Cesi (peintre)
Pour les articles homonymes, voir Bartolomeo Cesi.
Bartolomeo Cesi (Bologne, 16 août 1556 - 11 juillet 1629) est un peintre italien baroque des XVIe et XVIIe siècles, appartenant à l'école bolonaise.

## Biographie
Issu d'une famille riche de Bologne, Bartolomeo Cesi étudie avec Giovanni Francesco Bezzi (il Nosadella).
À Bologne, il contribue aux travaux du Duomo, à la basilique Santo Stefano et à la basilique San Domenico. Il collabore avec Lodovico Carracci et Prospero Fontana sur quelques projets. Sa pieuse sobriété picturale a été influencée par son amitié avec le cardinal Gabriele Paleotti de Bologne.

## Œuvres
- Nombreux dessins dans les musées mondiaux : à l'Art Institute of Chicago, au musée des beaux-arts de San Francisco, au J. Paul Getty Museum de Los Angeles...
- au musée et hôtel particulier Davia Bargellini de Bologne
- Ritratto di giovane, Pinacothèque d'Imola (Palazzo Tozzoni)
- L’Immacolata appare a Sant’Anna (1600), Pinacothèque de Bologne
- Madonna col Bambino in gloria adorata dai Santi Nicola, Domenico e Omobono (ou Celestino? ou Aldobrando?), Pinacothèque de Bologne
- Tableaux à la Chiesa parrocchiale di San Nicolo' Calcara de Crespellano
- La Vierge, saint Jean et sainte Madeleine au pied du Christ en croix, musée Fesch d'Ajaccio
- Décor du palais Fava à Bologne, ensemble de scènes de l'Énéide : 
  - Énée cueillant le rameau d'or (Corripit Aeneas Ramum Subitoque Refringit) ;
  - Énée suivant la Sibylle aux enfers (Noctes Atque Dies Patet Atri Ianua Ditis) ;
  - La Course des Troyens en l'honneur d'Anchise (Sunt Qui Forte Velint Rapido Contendere Cursu).

| Cycle de la Passion, chartreuse San Girolamo de Bologne | Cycle de la Passion, chartreuse San Girolamo de Bologne | Cycle de la Passion, chartreuse San Girolamo de Bologne |
| ------------------------------------------------------- | ------------------------------------------------------- | ------------------------------------------------------- |
|                                                         |                                                         |                                                         |
| Oraison                                                 | Crucifixion                                             | Déposition                                              |

## Sources
- (en) Cet article est partiellement ou en totalité issu de l’article de Wikipédia en anglais intitulé « Bartolomeo Cesi » (voir la liste des auteurs).
- Exposition : Due Capolavori di Bartolomeo Cesi, La decorazione pittorica dell’abside di S. Girolamo della Certosa di Bologna - 12 avril 2007